# Scuola archeologica italiana di Atene

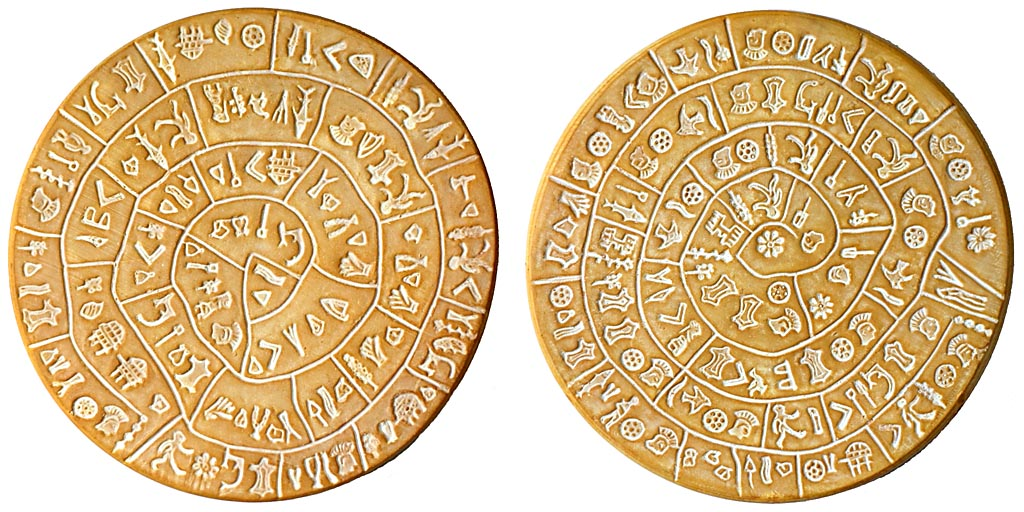
Le disque de Phaistos trouvé lors de fouilles dans le palais minoen de Phaistos conduites par la Società archeologica italiana.

La Scuola archeologica italiana di Atene (SAIA) est l'une des 17 organisations archéologiques étrangères à Athènes, en Grèce.

## L'école
L'école a été fondée en 1909. Elle a mené des études archéologiques à Aigialeia (en Arcadie), à Thouria (en Messénie), à Lemnos de Poliochne, Hephaistia, Chloe, et aussi en Crète, sur les sites minoens de Phaistos et Aghia Triada, et aussi sur le site romain de Gortyne.
Le siège de l'institution est situé dans le quartier athénien de Makriyánni, au no 14 de la rue Parthenónos, non loin du musée de l'acropole.